# Zhai Zhigang
Zhai Zhigang (xinès simplificat: 翟志剛) (Qiqihar- Longjiang 1966) General major de la Força Aèria de l'Exèrcit Popular d'Alliberament i astronauta xinès que va fer el primer passeig espacial de la Xina.

## Biografia
Zhai Zhigang va néixer el 10 d'octubre de 1966 a Qiqihar, província de Heilongjiang (Xina). Fill d'una mare analfabeta que venia llavors de gira-sol per pagar l'esolarització dels seus fills.

### Carrera militar
Va ingressar a l'Exèrcit Popular d'Alliberament el juny de 1985 i es va graduar a la Tercera Acadèmia de Vol de la Força Aèria el 1989. Com a pilot va registrar 1.000 hores de temps de vol i va ascendir al grau de tinent coronel.

### Carrera com astronauta
El 1998 va ser seleccionat entre més de 1.500 candidats, per a entrar a la formació d'astronautes per al programa de vols espacials tripulats de la Xina.
Com a astronauta va formar part d'un grup de dotze pilots, va passar cinc anys estudiant la ciència i el funcionament de les naus espacials combinat amb un entrenament físic i psicològic. Dins el programa Shenzhou, el 2003 va ser un dels candidats finals per pilotar l'Shenzhou 5, el primer vol espacial tripulat de la Xina.
El 25 de setembre de 2008, després de deu anys d'espera i preparació, Zhai va sortir com a comandant amb altres dos membres de la tripulació, Liu Buoming i Jing Haipeng, a bord del Shenzhou 7 del centre de llançament de satèl·lits de Jiuquan a la província de Gansu, al nord-oest de la Xina. La tripulació va passar tres dies en òrbita terrestre. El segon dia, mentre una càmera transmetia l'esdeveniment en directe al públic de la Xina, Zhai va abandonar el mòdul orbital per caminar per l'espai.,convertint-se en el primer astronauta xinès que va fer una caminada espacial. La tripulació va tornar amb seguretat a la Terra el 27 de setembre al mòdul de reentrada de Shenzhou, que va caure en paracaigudes a terra al nord de la Xina.
El 25 de gener de 2018, juntament amb altres astronautes, com Wang Yaping, Yang Liwei, Nie Haisheng, Fei Junlong, Jing Haipeng,, Liu Boming, Chen Dong, Deng Qingming  , Zhang Xiaoguang, Liu Wang i Liu Yang va ser guardonat amb el títol de "Model del Temps/ Model de l'Època".
L'octubre de 2021 Zhai va participar en el viatge de la nau Shenzhou-13, amb els astronautes Ye Guangdu (41 anys) Wang Yaping (41 anys) que ja havia viatjat el 2013 i coneguda per haver impartit al seu primer viatge una lliçó de física en directe a 60 milions d'alumnes a través d'una connexió de vídeo i que ha previst tornar a fer-ho durant la missió Shenzhou-13. Es convertirà així mateix en la primera xinesa a fer una passejada espacial.
L'objectiu del viatge es d'atènyer a la nova estació espacial de la Xina per continuar-ne la construcció durant els propers sis mesos, en què s'espera que sigui la missió tripulada més llarga del país. La nau es va enlairar des del centre de llançament de Jiuquan, al desert de Gobi (nord-oest), rumb a l'estació espacial Tiangong ("Palau celestial"). A uns 350-400 km d'altitud, els tres astronautes romandran a Tianhe ("Harmonia celestial"), l'únic mòdul que ja està en òrbita dels tres que constituiran l'estació espacial. En els sis mesos d'estada continuaran amb la construcció, revisaran els equips i faran alguns experiments científics per obtenir dades, per exemple, de com els cossos s'adapten a aquesta llarga estada. La missió també vol provar les funcions dels vestits espacials extravehiculars de nova generació desenvolupats a la Xina, la coordinació entre els taikonautes i el braç mecànic i la fiabilitat i seguretat dels equips de suport.